# Tauno Peltonen

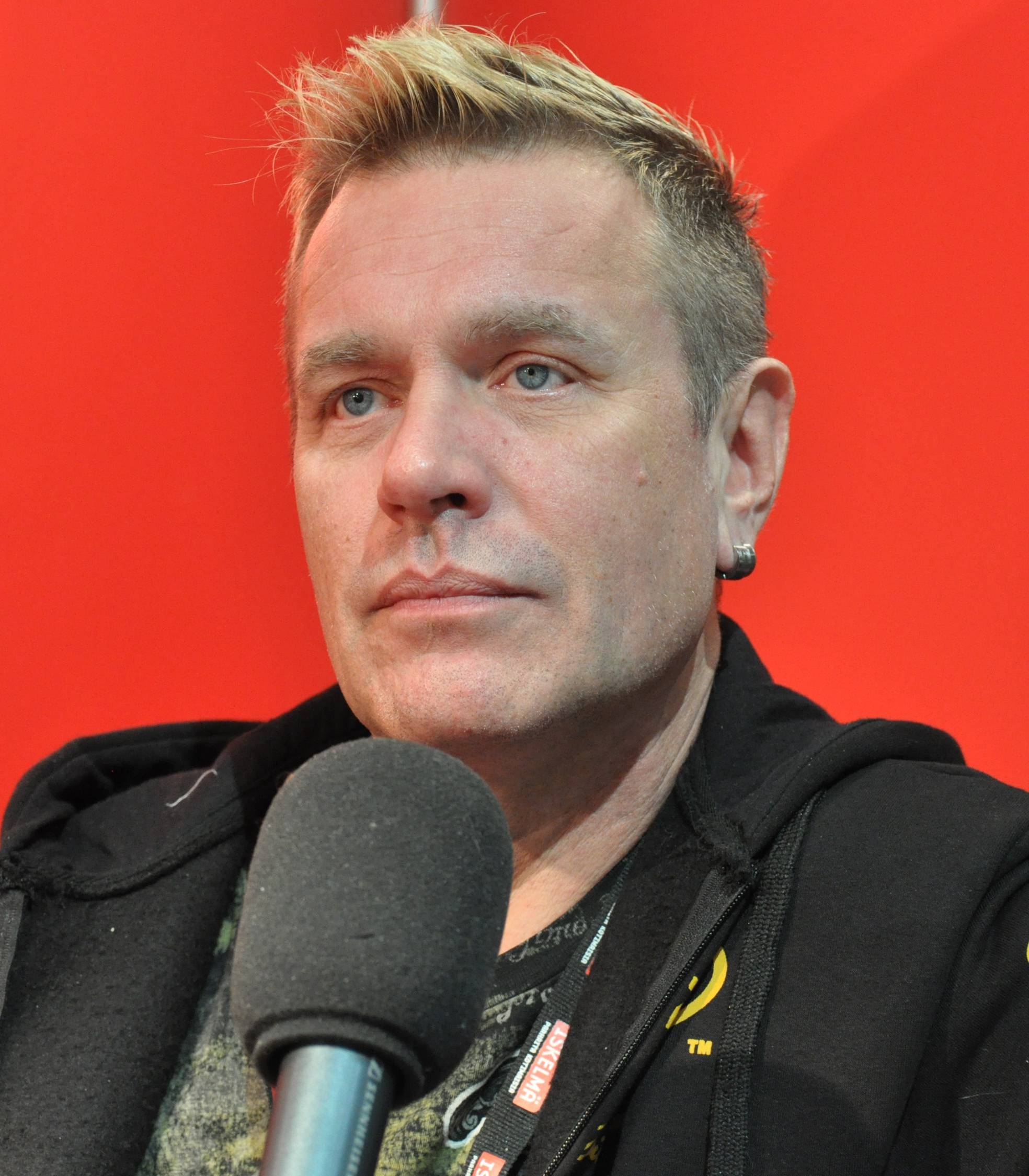
Tauno Peltonen

Tauno „Tauski“ Peltonen (* 15. November 1962 in Helsinki) ist ein finnischer Pop-Sänger. Er wurde 1986 durch das Lied „Puistotie“ bekannt. Vor seiner Solokarriere war er in verschiedenen Bands wie Feverissä, Revontulessa und Eija Sinikan.
Tauskis bekannteste Solo-Songs sind „Ilman sua“, „Sinä vain“, „Haavemaa“, „Enkeli minulle kuiskaa“, „Niin minä sinulle kuulun“ und „Minä Jumaloin Sinua“. 2007 brachte er mit Taas Nuori Oon eine finnische Version des Alphaville-Songs Forever Young heraus.
Peltonen war zweimal verheiratet. Die erste Ehe schloss er 1988, diese wurde 2003 wieder geschieden. Im selben Jahr heiratete er Virpi Kätkä von CatCat. Diese Ehe wurde 2009 wieder geschieden. Seitdem lebt Tauno Peltonen allein.

## Diskografie
- Charlotta (1989) (Album)
- Lauluni sinulle (1992) (Album)
- En voi unohtaa (1993) (Album)
- Sinä vain (1995) (Album)
- Parhaat (1995) (Sampler)
- Suuria rakkaustarinoita (1995) (Album)
- 20 suosikkia – Haavemaa (1997) (Sampler)
- Taivaassa tavanneet (1997) (Album)
- Kaikki sinusta muistuttaa (2000) (Album)
- Tauskin parhaat (2000) (Sampler)
- Aikamatkaaja (2001)
- Hitit (2004) (Sampler) (veröffentlicht als CD und DVD)
- Minulla on ikävä (Single)
- Taas Nuori Oon (2007) (Single)
- Oranssin Auringon Alla (2008) (Single)
- Oranssin Auringon Alla (2008) (Album)
- Mitä jos? (feat. Enzo) (2009) (Single)
- Reloaded (2009) (Album)